# گلیکوژنولیز

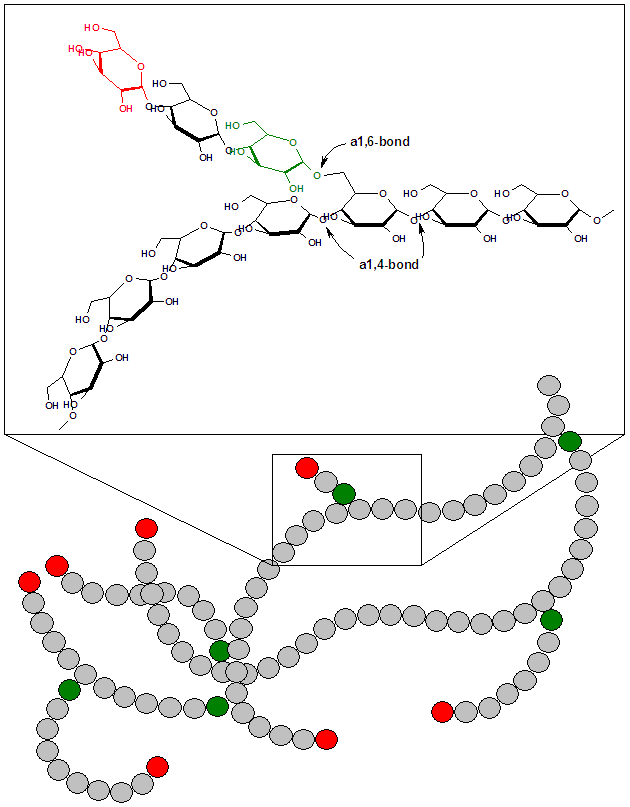
نمودار ساختار گلیکوژن

گلیکوژنولیز مسیری متابولیک است که گلیکوژن را به پیش‌ساز کربوهیدراتی ساده خود یعنی گلوکز-۱-فسفات و زنجیره گلیکوژن با یک کربوهیدرات کمتر تجزیه می‌شود.
آنزیم دخیل در این واکنش گلیکوژن فسفریلاز است. این مسیر یکی از راهکارهایی است که بدن انسان و برخی جانوران جهت جلوگیری از افت سطح گلوکز خون در کنار گلوکونئوژنز انجام می‌دهند.